# Long Dong
Long Dong (1965–), cuyo nombre original es Xiong Yaodong ( en chino 熊耀冬, pinyin: Xióng Yàodōng, Nombre: Yaodong, Apellido: Xiong ), es un escritor contemporáneo chino, nacido en Pekín, con raíces familiares en Leshan, provincia de Sichuan. Su obra abarca géneros como la novela, el ensayo, la crónica de viajes y la traducción, con un estilo variado que combina una profunda sensibilidad hacia la realidad social con una marcada inquietud por la exploración cultural. En 2009, algunas de sus obras fueron traducidas y publicadas en checo, y ese mismo año fue galardonado con la Medalla de Bronce Jan Masaryk, otorgada por el Ministerio de Asuntos Exteriores de la República Checa.

## Biografía
Long Dong nació en Pekín en 1965. Durante su infancia vivió con sus abuelos maternos en Jinan y Qingdao, y pasó su niñez en el barrio de Jianguomen, conocido como "el barrio de los académicos". Inició su vida laboral en 1983, trabajando inicialmente en el Instituto de Arqueología de la Academia China de Ciencias Sociales. Posteriormente, ocupó cargos en el sector editorial: fue gerente del Departamento de Atención al Lector y funcionario del Departamento de Publicaciones en Zhonghua Shuju, editor del Departamento de Literatura de la Editorial de la Juventud de China, subdirector editorial del periódico Juventud del Tíbet, y subdirector del Centro de Edición Literaria de la misma editorial.
En 1999 ingresó en la Asociación de Escritores de China, y en 2017 renunció a sus cargos públicos para dedicarse de manera independiente a la escritura.
Sus obras han sido publicadas en medios como Southern Weekly y Harvest. Es autor de los libros de relatos Jiangnan Jiangbei y Fragmentos teatrales; de los ensayos largos 1999: Diario de viaje por el Tíbet, Notas de Long Dong en el Tíbet y Crónicas del nacimiento del río; y de la novela La doncella (Jiao Niang). Ha traducido al chino la obra tibetana Sesenta y cinco cantos sagrados de Tsangyang Gyatso.
Como editor y curador, ha participado en la elaboración de las colecciones Mi mundo, Escuchar el Tíbet, Colección Bohumil Hrabal, Ciudad junto al río, El mundo es así de hermoso, La insoportable soledad del ser ruidoso, entre otras.
También ha trabajado en investigación de la cultura material china antigua, publicando artículos como Fragmentos inspirados en los Ocho Cuchillos Han y A partir de una perla de vidrio. Asimismo, realizó ilustraciones especializadas para el volumen Arte del dragón y el fénix, incluido en la edición de seis tomos de las Obras completas de Shen Congwen (editorial Octubre de Pekín).

## Obra y estilo
Long Dong cultiva una escritura transversal y polifónica. Su mirada se detiene en los márgenes culturales, la geografía íntima y la vida cotidiana, revelando matices humanos y filosóficos. Sus obras combinan observación aguda, memoria histórica y reflexión poética.

### Principales obras
- Jiangnan Jiangbei — Colección de relatos
- Fragmentos teatrales — Colección de relatos
- Notas de Long Dong en el Tíbet — Ensayo de viajes
- Crónicas del nacimiento del río — Ensayo
- Bebe, Hrabal — Ensayo con enfoque centroeuropeo
- La doncella (Jiao Niang) — Novela

## Premios y reconocimientos
- En 2009, recibió la Medalla de Bronce Jan Masaryk, otorgada por el Ministerio de Relaciones Exteriores de la República Checa, en reconocimiento por la traducción y publicación de sus obras en ese país y por su aporte al intercambio cultural.